# San Marino nos Jogos Olímpicos de Verão de 2012
San Marino competiu nos Jogos Olímpicos de Verão de 2012, que aconteceram na cidade de Londres, no Reino Unido, de 27 de julho até 12 de agosto de 2012.

## Desempenho

### Natação
Feminino
| Atletas     | Evento      | Eliminatórias | Eliminatórias | Semifinal   | Semifinal   | Final       | Final       |
| Atletas     | Evento      | Tempo         | Posição       | Tempo       | Posição     | Tempo       | Posição     |
| ----------- | ----------- | ------------- | ------------- | ----------- | ----------- | ----------- | ----------- |
| Clelia Tini | 100 m livre | 58s29         | 38º           | Não avançou | Não avançou | Não avançou | Não avançou |

### Tiro com arco
| Atleta         | Prova                | Rodada de classificação | Rodada de classificação | Ronda dos 64                | Ronda dos 32           | Ronda dos 16           | Quartos-finais         | Semifinais             | Final                  | Final       |
| Atleta         | Prova                | Placar                  | Pos.                    | Adversário e resultado      | Adversário e resultado | Adversário e resultado | Adversário e resultado | Adversário e resultado | Adversário e resultado | Pos.        |
| -------------- | -------------------- | ----------------------- | ----------------------- | --------------------------- | ---------------------- | ---------------------- | ---------------------- | ---------------------- | ---------------------- | ----------- |
| Emanuele Guidi | Individual masculino | 589                     | 64º                     | KOR D-H. Im D 0-2, 0-2, 0-2 | Não avançou            | Não avançou            | Não avançou            | Não avançou            | Não avançou            | Não avançou |